# 謝涅奇夫
48°45′9″N 23°36′0″E / 48.75250°N 23.60000°E
謝涅奇夫（烏克蘭語：Сенечів）是位於烏克蘭西部伊萬諾-弗蘭基夫斯克州裏卡盧什區的村莊，始建於1670年，面積67平方公里，2001年人口1,031，人口密度每平方公里15.4人。